# Хидраулика
Хидраулика је примењена наука и инжењерска дисциплина, која се бави механичким особинама течности. Механика флуида је теоријска основа хидраулике, која се концентрише на инжењерску употребу особина течности. У хидроенергији, хидраулика се користи за производњу, контролу и пренос снаге преко течности под дејством притиска. 
Теме којима се бави хидраулика, крећу се кроз више научних и инжењерских дисциплина, и покривају концепте као што су пумпе, водене турбине, хидроенергија, компутациона динамика флуида, мјерење и механика ријечних токова и ерозије. Хидраулика се такође дефинише као физички опис флуида у кретању који се базира на законима конзервације масе, момента и енергије. Математички опис тих закона може се формирати са теоријске тачке гледишта и употребом напредне математике. Резултати који се добијају оваквим приступом могу бити многоструке природе. За практичну примјену и инжењеринг хидруаличких система ти физички принципи се замјењују емпиријским и експерименталним приступом, на шта се у ствари обично и односи појам хидраулика. Реч 'хидраулика' потиче од грчке ријечи ὑδραυλικός (hydraulikos) која потом потиче од ὕδωρ (hydor, грчки за вода) и αὐλός (aulos, у значењу цев).
У својим применама флуидног погона, хидраулика се користи за производњу, управљање и пренос снаге употребом течности под притиском. Хидрауличне теме се протежу кроз неколико делова науке и већину инжењерских модула, и покривају концепте као што су цевни проток, дизајн бране, флуидика и кола за контролу флуида. Принципи хидраулике се природно користе у људском телу у васкуларном систему и еректилном ткиву.

## Историја

### Античке и средњовековне ере
Рана употреба водене енергије датира из Месопотамије и древног Египта, где се наводњавање користи од 6. миленијума пре нове ере, а водени сатови од почетка 2. миленијума пре нове ере. Други рани примери водене снаге укључују систем Канат у древној Персији и Турпански водени систем у древној Централној Азији.

#### Персијско царство
У Персијском царству, Персијанци су изградили комплексни систем воденица, канала и брана познат као историјски Хидраулични систем Шуштар. Пројекат, који је започео ахеменидски краљ Дарије Велики, а завршила га је група римских инжењера које је заробио сасански краљ Шапур I, Унеско је назвао „ремекделом креативног генија“. Они су такође били изумитељи Каната, подземног водовода. Неколико великих иранских древних вртова наводњавано је захваљујући канатима.
Најранији докази о воденичким точковима и воденицама датирају из древног Блиског истока у 4. веку пре нове ере, конкретно у Персијском царству пре 350. п. н. е., у регионима Ирака, Ирана и Египта.

#### Кина
У древној Кини постојали су Суеншу Ао (6. век пне), Симен Бао (5. век пне), Ду Ши (око 31. године), Џанг Хенг (78 - 139) и Ма Ђуен (200 - 265), док је средњевековна Кина имала Су Сонг (1020 - 1101) и Шен Ко (1031–1095). Ду Ши је користио водени точак за напајање меха високе пећи за производњу ливеног гвожђа. Џанг Хенг је био први који је употребио хидраулику за пружање покретачке снаге у ротирању армиларне сфере за астрономско посматрање.

#### Шри Ланка
У древној Шри Ланки, хидраулика се широко користила у древним краљевствима Анурадапура и Полонарува. Откриће принципа вентилне куле, или јаме вентила (Бисокотува на синхалеском) за регулисање изласка воде приписује се домишљатости пре више од 2000 година. До првог века нове ере завршено је неколико великих иригационих подухвата.

#### Грчко-римски свет
У античкој Грчкој, Грци су конструисали софистициране системе за воду и хидраулику. Пример је изградња Еупалиносовог тунела за наводњавање Самоса, према јавном уговору. Рани пример употребе хидрауличног точка, вероватно најранији у Европи, је Перахорски точак (3. век пне).
У грчко-римском Египту, је приметна изградња првих аутоматских хидрауличних машина од стране Ктесибија (пто је било на врхунцу око 270. п. н. е.). На томе је касније радио и Херон (око 10. - 80. године). Херон описује неколико функционалних машина које користе хидрауличну снагу, попут клипне пумпе, за коју је са многих римских налазишта познато да се користила за подизање воде и у ватрогасне сврхе.
Хидраулично рударство је коришћено на златним пољима у северној Шпанији, коју је Август освојио 25. п. н. е. Алувијални рудник злата Лас Медулас био је један од највећих њихових рудника. Кориштено је најмање седам дугих аквадуката, а водени токови су коришћени за ерозију меких наслага, а затим испирање јаловине ради одвајања драгоценог садржаја злата.

#### Арапско-исламски свет
У муслиманском свету током Исламског златног доба и Арапске пољопривредне револуције (8–13 века), инжењери су широко користили хидроенергију, као и вршили рану употребу енергије плиме и осеке, и развили велике хидротехничке производне комплексе. У исламском свету коришћени су разни индустријски млинови на водени погон, укључујући млинове за почетну прераду вуне, млинове за млевење, млинове за папир, вршидбу, пилане, пловне воденице, гњечилице, челичане, шећеране и плимске воденице. До 11. века, свака провинција широм исламског света имала је ове индустријске млинове у погону, од Ал Андалуза и Северне Африке до Блиског истока и Централне Азије. Муслимански инжењери су такође користили водене турбине, користили зупчанике у воденицама и машинама за подизање воде, и пионирски су користили бране као извор воде, коришћене за пружање додатне снаге воденицама и машинама за подизање воде.
Ал-Џазари (1136–1206) описао је дизајне за 50 уређаја, већина који је напајана водом, у својој књизи, Књига знања о генијалним механичким уређајима, укључујући водене часовнике, уређаје за служење вина, и пет уређаја за подизање воде из река или базена. Ту спадају бескрајни каиш са причвршћеним врчевима и наизменични уређај са зглобним вентилима.
Најраније програмабилне машине биле су уређаји на водени погон развијени у муслиманском свету. Музички секвенцер, програмабилни музички инструмент, био је најранији тип програмабилне машине. Први музички секвенцер био је аутоматизовани свирач флауте на водени погон који су изумела браћа Бану Муса, описан у њиховој Књизи генијалних уређаја, у 9. веку. Године 1206, Ал-Џазари је изумио програмабилне аутомате/роботе на водени погон. Он је описао четири аутоматска музичара, укључујући бубњаре којима је управљала програмабилна бубањ машина, при чему су се оне могле подесити да свирају различите ритмове и различите бубњарске обрасце. Торањски сат, механички астрономски сат на хидро погон који је изумио Ал-Џазари, био је први програмибилни аналогни рачунар.